# Joseph Oberthur
Pour les articles homonymes, voir Oberthür.
Joseph Marie Oberthur, dit Joseph Oberthur, né le 25 avril 1872 à Rennes, mort le 5 octobre 1956 à Cancale, est un peintre, dessinateur animalier et écrivain cynégétique français. 
Il est le fils de l’imprimeur Charles Oberthür.

## Biographie
Le nom et l’œuvre du Docteur Joseph Oberthur demeurent bien connus des naturalistes, même en dehors de la France. Si dans la presse, on l’a de son vivant surnommé le « Buffon du XXe siècle »[réf. nécessaire], en raison de sa connaissance scientifique de la faune sauvage, on a autant vanté le style alerte de ses livres que le charme de ses dessins pour leur exactitude.
Il finit sa vie à Cancale dans la propriété de la Broustière qu’il a hérité de son grand-père François-Charles Oberthür,

## Ouvrages
- Le monde merveilleux des bêtes
  - Bécasses, bécassines et petits échassiers,  (ISBN 2-84575-089-7)
  - Animaux de vénerie et chasse aux chiens courants
    - Tome 1, Histoire de la vénerie, le cerf, le daim, le chevreuil,  (ISBN 2-84575-090-0)
    - Tome 2, Le sanglier, le lièvre, le renard, le blaireau, le loup,  (ISBN 2-84575-091-9)

  - Canards sauvages et autres palmipèdes
    - Tome 1, Les Lamellirostres,  (ISBN 2-84575-093-5)
    - Tome 2, Les Plongeurs, les Tubinares, les Longipennes, les Totipalmes,  (ISBN 2-84575-094-3)
- Gibiers de notre pays.
  - Gibiers de notre pays. Livre premier, Gibiers d'eau douce, le marais, les étangs, les rivières,  (ISBN 2-84575-010-2)
- Gibiers de notre pays. Livre deuxième, Gibiers marins, la mer et ses rivages,  (ISBN 2-84575-011-0)
  - Gibiers de notre pays. Livre troisième, La forêt et ses hôtes. Tome 1,  (ISBN 2-84575-012-9)
  - Gibiers de notre pays. Livre quatrième, La forêt et ses hôtes. Tome 2,  (ISBN 2-84575-013-7)
  - Gibiers de notre pays. Livre cinquième, Les chiens d'arrêt, gibiers à plume de la plaine et des bois,  (ISBN 2-84575-014-5)
  - Gibiers de notre pays. Livre sixième, Gibiers de montagne,  (ISBN 2-84575-015-3)
- Le chien : ses origines et son évolution,  (ISBN 2-84575-020-X) (vol. 1) &  (ISBN 2-84575-021-8) (vol. 2)

Les numéros ISBN de ces ouvrages correspondent à des rééditions.

## Hommage et distinction
Il obtient le croix de guerre 1914-1918 puis la légion d'honneur pour son service en tant que médecin du 94e RI puis médecin-major de 2e classe,.
En 1954, il obtient la grande médaille de Geoffroy Saint-Hilaire de la société d’acclimatation de France.